# Primer ministro de Canadá
El primer ministro de Canadá (en francés, premier ministre du Canada; en inglés, prime minister of Canada) es el jefe de Gobierno de Canadá designado por el gobernador general de Canadá. Bajo el sistema Westminster, el primer ministro gobierna con la confianza de la mayoría de la Cámara de los Comunes electa; como tal, el primer ministro normalmente se sienta como miembro del Parlamento de Canadá y lidera el partido más grande o una coalición de partidos. Así mismo, selecciona a los ministros para formar el gabinete y se desempeña como su presidente. Constitucionalmente, la Corona ejerce el poder ejecutivo con el asesoramiento del gabinete, que es colectivamente responsable ante la Cámara de los Comunes.
Mark Carney es el vigésimo cuarto y actual primer ministro de Canadá. Asumió el cargo el 14 de marzo de 2025, luego de la renuncia de su predecesor Justin Trudeau del Partido Liberal.
No descrito en ningún documento constitucional, el cargo existe sólo según una convención establecida desde la época colonial donde el antiguo poder colonial británico de Canadá estipula que el representante del monarca, el gobernador general, debe elegir como primer ministro a la persona con más probabilidades de comandar el confianza de la Cámara de los Comunes electa; este individuo suele ser el líder del partido político que tiene el mayor número de escaños en esa cámara. El primer ministro canadiense es designado para el Consejo Privado y recibe el tratamiento de «El/la muy honorable» (en francés, Le très honorable; en inglés, the Right Honourable), un privilegio que se mantiene de por vida.
El primer ministro cuenta con el apoyo de la Oficina del primer ministro y dirige la Oficina del Consejo Privado. El primer ministro también nombra efectivamente a personas para el Senado de Canadá y la Corte Suprema de Canadá y otros tribunales federales, además de elegir a los líderes y juntas, según lo exige la ley, de varias corporaciones de la Corona. Según la Ley de la Constitución de 1867, el poder del gobierno recae en el monarca (que es el jefe de Estado), pero en la práctica el papel del monarca, o su representante, el gobernador general (o el administrador), es en gran parte ceremonial y sólo ejercido con el asesoramiento de un ministro del gabinete. El primer ministro también brinda asesoramiento al monarca de Canadá para la selección del gobernador general.
Así mismo, no hay un plazo fijo o límite para ejercer la función de primer ministro, aunque normalmente ocupa el cargo por cuatro años.

## Origen del cargo
El cargo de primer ministro no se describe en ningún documento constitucional canadiense y sólo se menciona levemente en la Ley constitucional de 1982, y la Patente de letras de 1947 emitida por el rey Jorge VI del Reino Unido. En cambio, la oficina y sus funciones se rigen por convenciones constitucionales y se inspiran en la misma oficina en el Reino Unido. A su vez, tradicionalmente el primer ministro suele ser el líder del partido político con mayor número de escaños en la cámara.
Un requisito para ser primer ministro es tener dominio de los idiomas inglés y francés, ambos oficiales en Canadá, motivo por el cual buena parte de los primeros ministros que ha tenido Canadá a lo largo de su historia hayan provenido de Quebec, provincia bilingüe.

## Mandato

Marca heráldica del primer ministro de Canadá, otorgada como emblema al primer ministro que busca un escudo de armas.

El primer ministro no tiene mandato, como todos los miembros del Consejo Privado del Rey de Canadá, es designado y sirve a discreción de su majestad el monarca de Canadá, representado por el gobernador general, por lo que significa que no tiene mandato o plazo fijo. Del mismo modo, puede ser removido de su cargo por la misma autoridad. Sin embargo, varias tradiciones, rigurosamente respetadas hoy en día por los gobernadores generales, rigen la duración de los mandatos.
Dado que el gobernador general tradicionalmente designa al líder del partido con más escaños en la Cámara de los Comunes como primer ministro, la tradición también dicta que el primer ministro cuyo partido pierde la mayoría en la Cámara, en una elección parcial o general, debe dimitir. La Constitución de Canadá requiere que el gobernador general convoque una elección para cada escaño de la Cámara de los Comunes (una elección general) no más de (excepto en casos de guerra o insurrección) cinco años después de la última elección general, con la participación efectiva de una mayoría parlamentaria del partido del primer ministro. Por lo tanto, se asocia la duración de las legislaturas con la duración del mandato del primer ministro. Se dice, por ejemplo, que un primer ministro ha sido reelegido si su partido conserva el mayor número de escaños en la Cámara de los Comunes tras unas elecciones generales, aunque esta expresión no se refiera a ninguna disposición constitucional.
Aunque también el primer ministro puede pedirle al gobernador general que convoque elecciones en cualquier momento. Ningún gobernador general ha rechazado tal solicitud desde 1926. Normalmente, cuando un gobierno mayoritario está en el poder, las elecciones se realizan cada tres o cinco años.
Además, ciertos votos en la Cámara de los Comunes se consideran votos de confianza, la aprobación del presupuesto o la aprobación de una moción de no confianza, por ejemplo. Si su partido pierde un voto de confianza, el primer ministro puede renunciar (permitiendo que otro partido forme gobierno), pero más a menudo le pedirá al gobernador general que disuelva el parlamento y convoque elecciones generales. Dado el predominio de la línea partidaria en el parlamentarismo canadiense, esta situación sólo se presenta en gobiernos minoritarios. Además, los gobiernos minoritarios generalmente son derrotados mucho antes del límite de cinco años impuesto por la constitución; por ejemplo, el gobierno minoritario de Joe Clark entre 1979 y 1980 duró sólo nueve meses.

## Cualificaciones y selección

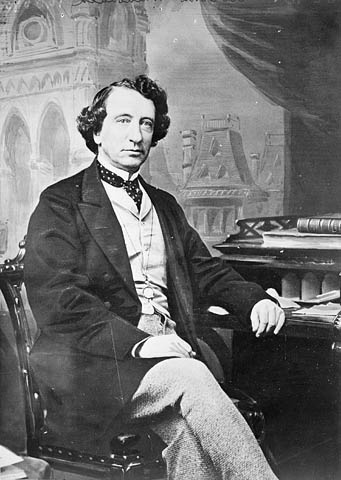
Sir John A. Macdonald, primer y tercer primer ministro de Canadá (1867–1873; 1878–1891).

El primer ministro, junto con los demás ministros del gabinete, es designado por el gobernador general en nombre del monarca. Sin embargo, por las convenciones de gobierno responsable, diseñadas para mantener la estabilidad administrativa, el gobernador general llamará a formar gobierno a la persona que tenga más probabilidades de recibir el apoyo o la confianza de la mayoría de los miembros de la Cámara de los Comunes elegidos directamente; en la práctica, suele ser el líder de un partido cuyos miembros forman una mayoría, o una gran pluralidad, de la Cámara de los Comunes. 
Si bien no existe un requisito legal para que el primer ministro sea parlamentario, por razones prácticas y políticas se espera que el primer ministro obtenga un escaño muy pronto. Sin embargo, en raras circunstancias, personas que no son miembros activos de la Cámara de los Comunes han sido designadas para el cargo de primer ministro. Dos ex primeros ministros, sir John Joseph Caldwell Abbott y sir Mackenzie Bowell, sirvieron en la década de 1890 cuando eran miembros del Senado, ambos en sus roles como líder del gobierno en el Senado, sucedieron a los primeros ministros que habían muerto en el cargo, sir John A. Macdonald en 1891 y sir John Sparrow David Thompson en 1894.
Desde entonces, se espera que el primer ministro que no sea diputado al momento de su nombramiento (o que pierda su escaño mientras está en el cargo) busque la elección a la Cámara de los Comunes lo antes posible. Por ejemplo, William Lyon Mackenzie King, después de perder su escaño en las elecciones federales de 1925 (que ganó su partido), gobernó brevemente sin un escaño en la Cámara de los Comunes antes de ganar unas elecciones parciales unas semanas después. De manera similar, John Turner reemplazó a Pierre Trudeau como líder del Partido Liberal de Canadá en 1984 y posteriormente fue nombrado primer ministro aunque no ocupaba un escaño en la Cámara de los Comunes; Turner ganó una carrera en las próximas elecciones, pero el Partido Liberal fue barrido del poder.
Cuando un primer ministro pierde su escaño en la legislatura, o si se nombra un nuevo primer ministro sin tener un escaño, el proceso típico que sigue es que un miembro del partido político gobernante renuncie para permitir que el primer ministro se postule en el cargo resultante en la elección parcial. Por lo general, se elige un asiento seguro; mientras que los partidos Liberal y Conservador generalmente observaron la práctica de no presentar un candidato contra el nuevo líder de otro partido en las elecciones parciales, el Nuevo Partido Democrático y los partidos políticos más pequeños generalmente no siguen la misma práctica. Sin embargo, si el partido gobernante elige a un nuevo líder poco antes de la fecha prevista para las elecciones, y ese nuevo líder no es miembro de la legislatura, normalmente esperará a las próximas elecciones antes de postularse para un escaño en el Parlamento.

## Rol y autoridad
Debido a que el primer ministro es en la práctica el miembro políticamente más poderoso del gobierno canadiense, a veces se le denomina erróneamente jefe de Estado de Canadá cuando, de hecho, ese rol pertenece al monarca canadiense, representado por el gobernador general. El primer ministro es, en cambio, el jefe de Gobierno y es responsable de asesorar a la Corona sobre cómo ejercer gran parte de la prerrogativa real y sus poderes ejecutivos, que se rigen por la constitución y sus convenciones. Sin embargo, la función del primer ministro ha evolucionado con un poder cada vez mayor. 
En la actualidad, según la doctrina de la monarquía constitucional, el consejo dado por el primer ministro normalmente es vinculante, lo que significa que el primer ministro lleva a cabo efectivamente los deberes atribuidos al soberano o gobernador general, dejando que este último actúe de manera predominantemente ceremonial. Como tal, el primer ministro, con el apoyo de la Oficina del primer ministro, controla los nombramientos de muchas figuras clave en el sistema de gobierno de Canadá, incluido el gobernador general, el gabinete, los jueces de la Corte Suprema, los senadores, jefes de corporaciones de la Corona, embajadores y altos comisionados, los vicegobernadores provinciales, y aproximadamente 3 100 otras posiciones. Además, el primer ministro desempeña un papel destacado en el proceso legislativo —ya que la mayoría de los proyectos de ley presentados ante el Parlamento se originan en el gabinete— y el liderazgo de las Fuerzas Armadas de Canadá.

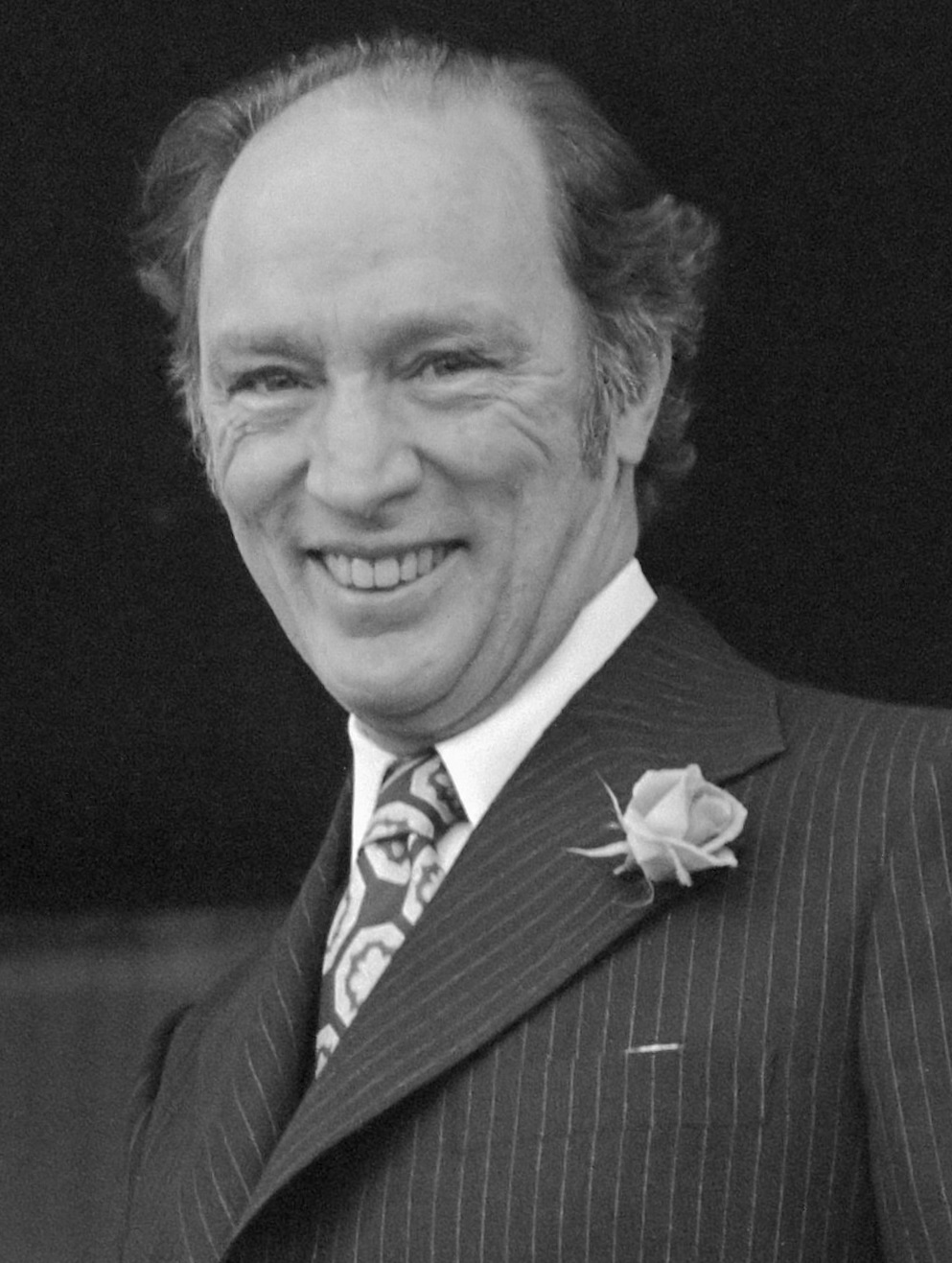
Pierre Trudeau, que ejerció en dos mandatos no consecutivos como primer ministro de Canadá (1968–1979; 1980–1984) y padre del actual vigésimo tercer primer ministro Justin Trudeau.

A Pierre Trudeau se le atribuye, a lo largo de su mandato como primer ministro entre 1968 y 1984, la consolidación del poder en la Oficina del primer ministro, que a su vez está ocupada por personal político y administrativo seleccionado a discreción del primer ministro y que no rinde cuentas ante el Parlamento. A finales del siglo XX y en el XXI, analistas como Jeffrey Simpson, Donald J. Savoie, Andrew Coyne y John Gomery argumentaron que tanto el Parlamento como el Gabinete se habían visto eclipsados por el poder del primer ministro; Savoie escribió: «El primer ministro canadiense tiene pocos controles institucionales, al menos dentro del gobierno, para inhibir su capacidad de salirse con la suya». De hecho, se ha descrito que el cargo está experimentando una “presidencialización” hasta el punto de que sus titulares eclipsan públicamente al jefe de Estado (y a veces se hace referencia a la pareja del primer ministro como «primera dama/primer caballero de Canadá»). La exgobernadora general Adrienne Clarkson aludió a lo que vio como “una rivalidad tácita” que se había desarrollado entre el primer ministro y la Corona. Se ha teorizado que tal es el caso en Canadá que ya su parlamento tiene menos influencia en el ejecutivo que en otros países con sistema Westminster; en particular, Canadá tiene menos parlamentarios, una mayor tasa de rotación de parlamentarios después de cada elección y un sistema al estilo estadounidense para seleccionar a los líderes de los partidos políticos, dejándolos responsables ante la membresía del partido en lugar de la asamblea (como es el caso en el Reino Unido). 
Existen controles sobre el poder del primer ministro: la Cámara de los Comunes puede revocar su confianza en un primer ministro en ejercicio y las revueltas del gabinete pueden derribar rápidamente a un primer ministro en funciones e incluso las meras amenazas de tal acción pueden persuadir u obligar a un primer ministro a renunciar a su cargo, como sucedió con Jean Chrétien en 2003. La Ley de Reforma de 2014 codifica el proceso mediante el cual un gabinete puede desencadenar una revisión del liderazgo del partido y, si es necesario, elegir un líder interino, lo que hace que un primer ministro sea más responsable ante los parlamentarios de su partido. Los gabinetes pueden optar por seguir estas reglas, aunque la decisión se tomaría por votación registrada, lo que sometería la elección del partido al escrutinio público. 

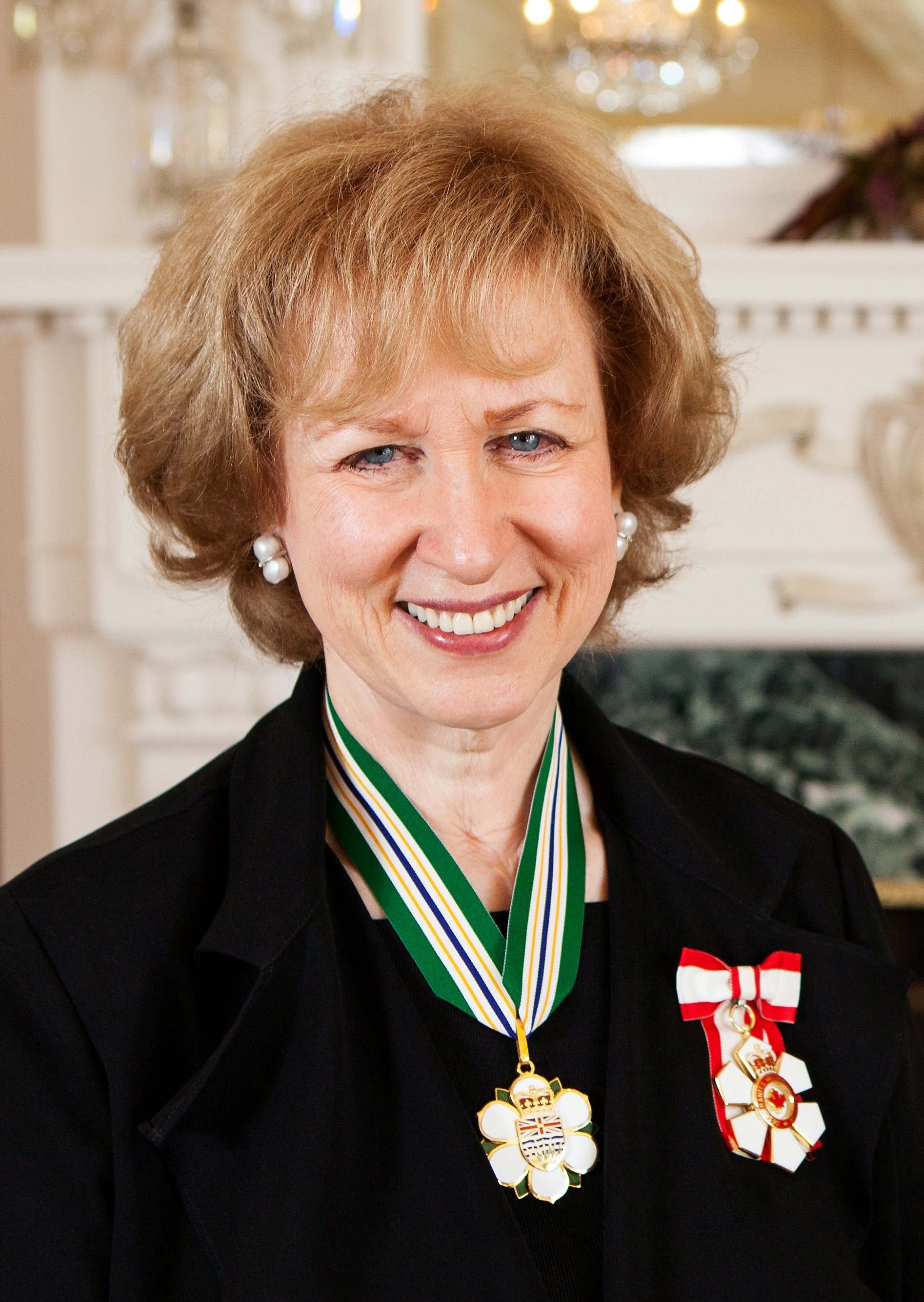
Kim Campbell, vigésimo tercera primera ministra de Canadá (1993) y primera y única mujer en ocupar el cargo.

El Senado puede retrasar o impedir la legislación presentada por el Gabinete, como cuando el proyecto de ley de Brian Mulroney que creó el impuesto sobre bienes y servicios se presentó ante el Senado, y dada la naturaleza federal de Canadá, la jurisdicción del gobierno federal se limita a áreas prescritas por la constitución. Además, dado que el poder ejecutivo reside constitucionalmente en el monarca, lo que significa que la prerrogativa real pertenece a la Corona y no a ninguno de sus ministros, la supremacía del soberano sobre el primer ministro en el orden constitucional es visto como un «rechazo a las pretensiones de los elegidos: Como se ha dicho, cuando el primer ministro se inclina ante la reina, se inclina ante nosotros [el pueblo canadiense]». Tanto el soberano como su gobernador general pueden oponerse a la voluntad del primer ministro en situaciones extremas de crisis.

## Ex primeros ministros vivos
Seis antiguos primeros ministros de Canadá aún viven. 

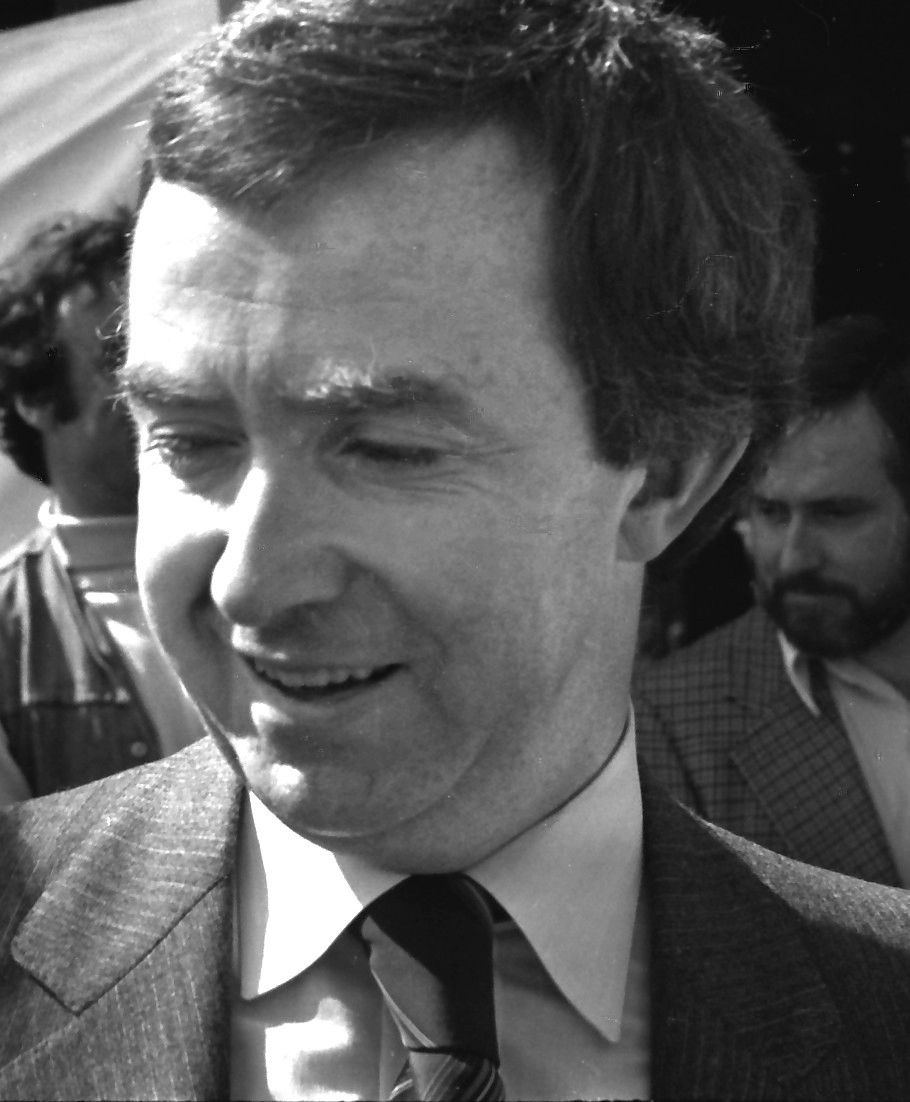
Joe Clark (1979-1980)
85 años
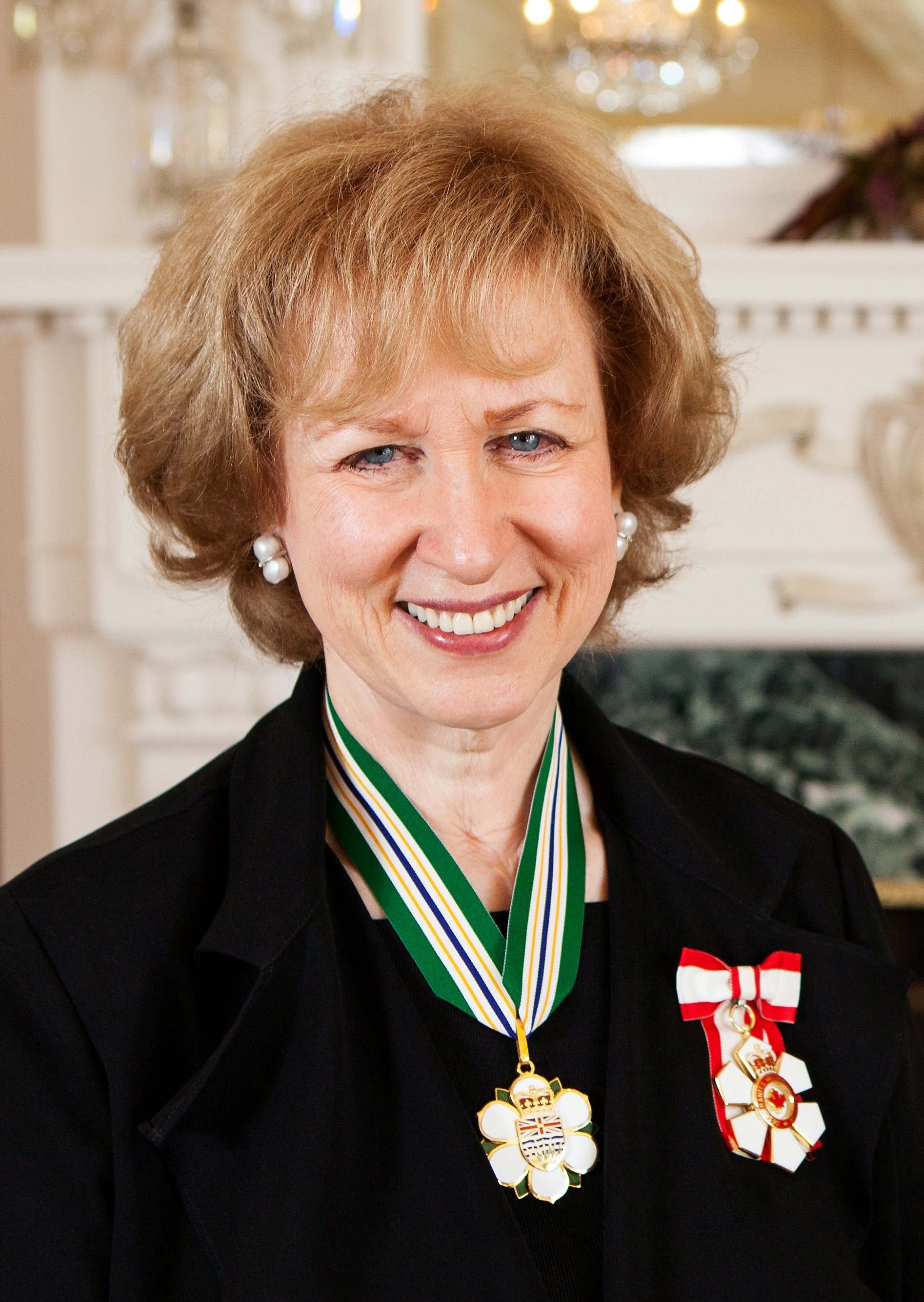
Kim Campbell (1993)
78 años
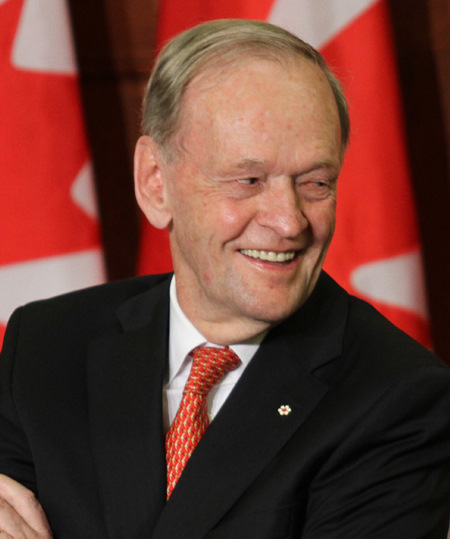
Jean Chrétien (1993-2003)
91 años
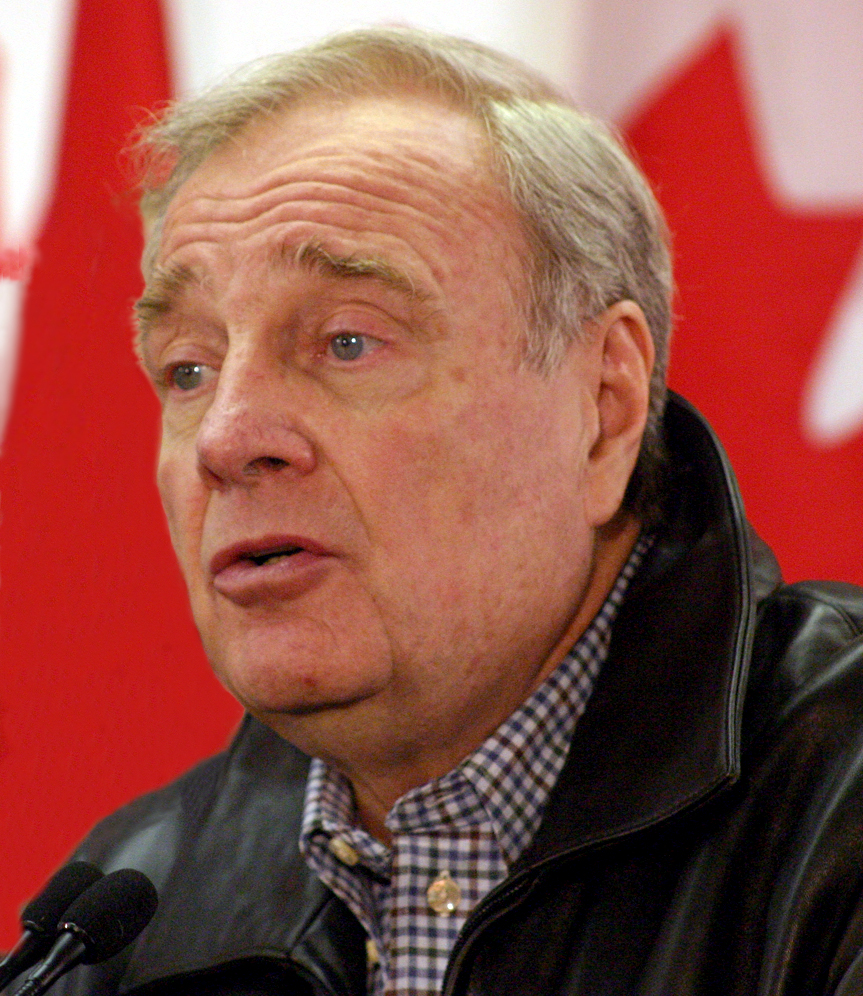
Paul Martin (2003-2006)
86 años
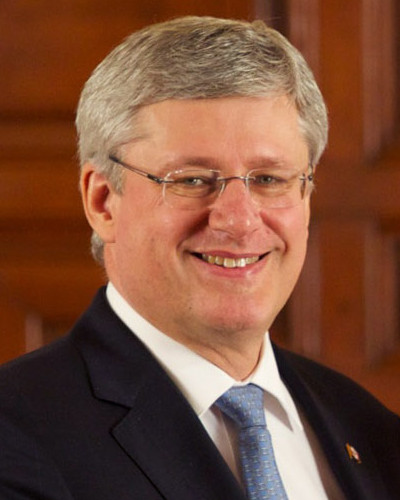
Stephen Harper (2006-2015)
66 años
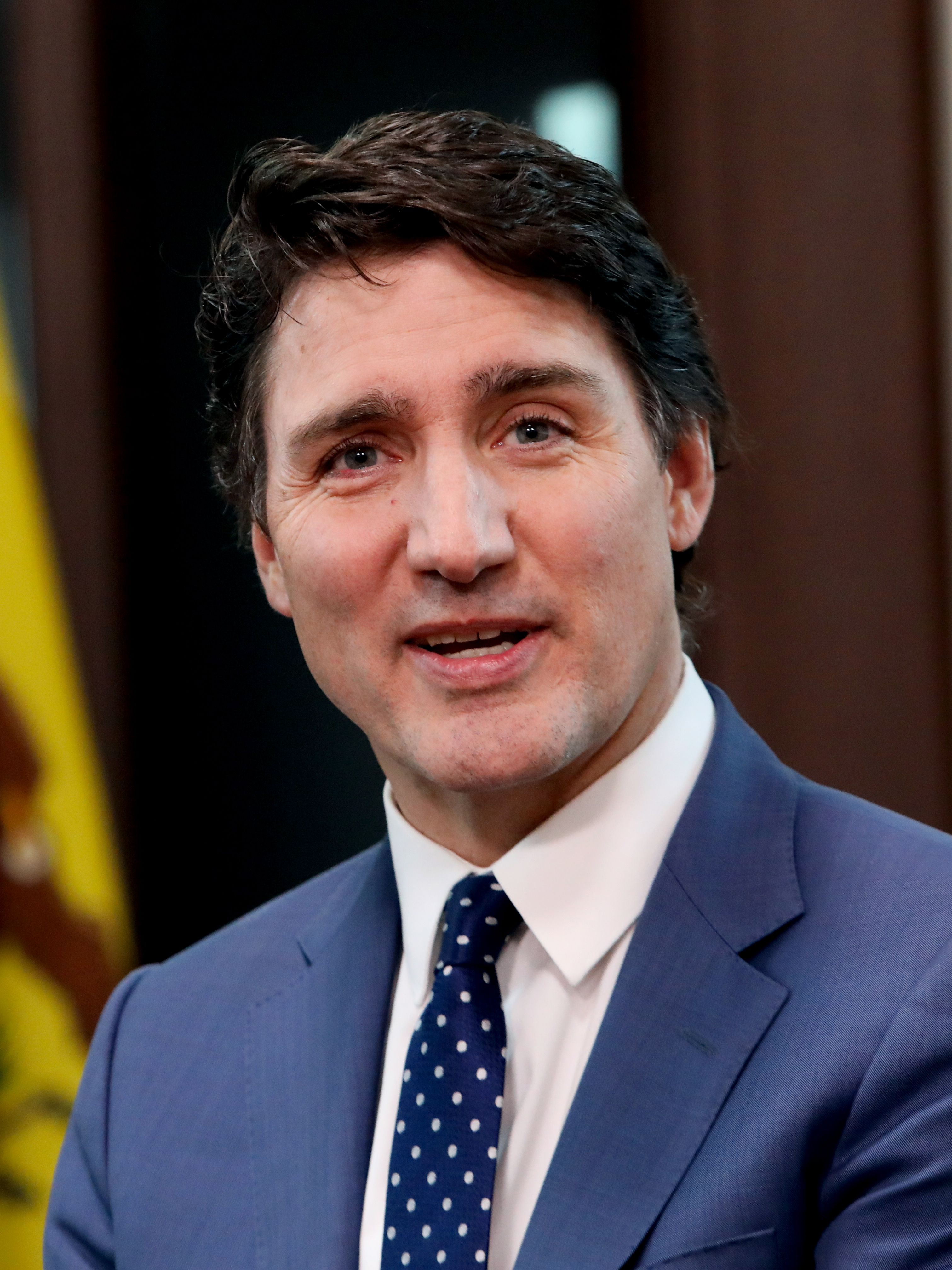
Justin Trudeau (2015-2025)
53 años